# Fructuoso Pittaluga
Fructuoso Pittaluga Agustini (* 1896; † 1961) war ein uruguayischer Politiker.

## Leben
Pittaluga lehrte seit 1928 an der Universidad de la República als Professor für allgemeine Geschichte im Rahmen der rechtswissenschaftlichen Ausbildung. Später ging er seiner Lehrtätigkeit auch am Instituto Alfredo Vázquez Acevedo nach.
Pittaluga war vom 22. April 1952 bis zum 23. Februar 1955 Außenminister von Uruguay. Sein Nachfolger war Santiago Rompani.